# International Basketball League (1999-2001)
De International Basketball League was een Amerikaanse basketbalcompetitie van 1999 tot 2001.

## Geschiedenis
In 1996 ontstonden de eerste plannen tot de oprichting van de International Basketball League. Enkele clubs waren in handen van individuele eigenaren en de overige waren in handen van de competitie zelf. De voorzitter was Thaxter Trafton en als vice-voorzitter was er Paul Martha. De clubs waren gebonden aan een salarisplafond van 522.000 dollar en individuele salarissen van minimaal 20.000 dollar tot een maximum van 100.000 dollar.
Het eerste seizoen werd gespeeld in 1999 en de St. Louis Swarm werden de eerste kampioen. In het tweede seizoen verdwenen er twee ploegen en waren er enkele fusies met ploegen uit de verdwenen Continental Basketball Association. Na twee seizoenen stopte de competitie met bestaan door te hoge kosten en te lage bezoekersaantallen. In 2001 keerden vier clubs terug naar de opnieuw opgerichte Continental Basketball Association.

## IBL-draft
Er werden tweemaal spelers geselecteerd in een IBL-draft, dit waren spelers gekozen in tweede ronde van de NBA draft, niet gekozen spelers uit de NBA draft en spelers die voorheen in Europa of de CBA speelden.

## Ploegen
| Club                     | Stad         | Stadion                   | Start | Einde | Competitie na 2001                                      |
| ------------------------ | ------------ | ------------------------- | ----- | ----- | ------------------------------------------------------- |
| Baltimore Bayrunners     | Baltimore    | Baltimore Arena           | 1999  | 2000  |                                                         |
| Cincinnati Stuff         | Cincinnati   | Firstar Center            | 1999  | 2001  |                                                         |
| Connecticut Pride        | Hartford     | Hartford Civic Center     | 2001  | 2001  |                                                         |
| Gary Steelheads          | Gary         | Genesis Convention Center | 2001  | 2001  | Keerde terug naar de Continental Basketball Association |
| Grand Rapids Hoops       | Grand Rapids | DeltaPlex Arena           | 2001  | 2001  | Keerde terug naar de Continental Basketball Association |
| Las Vegas Silver Bandits | Paradise     | Thomas and Mack Center    | 1999  | 2001  |                                                         |
| New Mexico Slam          | Albuquerque  | Tingley Coliseum          | 1999  | 2001  |                                                         |
| Richmond Rhythm          | Richmond     | Siegel Center             | 1999  | 2001  |                                                         |
| Rockford Lightning       | Rockford     | BMO Harris Bank Center    | 2001  | 2001  | Keerde terug naar de Continental Basketball Association |
| Trenton Shooting Stars   | Trenton      | Sovereign Bank Arena      | 1999  | 2001  |                                                         |
| San Diego Stingrays      | San Diego    | San Diego Sports Arena    | 1999  | 2000  |                                                         |
| St. Louis Swarm          | St. Charles  | Family Arena              | 1999  | 2001  |                                                         |
| Sioux Falls Skyforce     | Sioux Falls  | Sioux Falls Arena         | 2001  | 2001  | Keerde terug naar de Continental Basketball Association |

## Kampioenen
| Seizoen | Kampioen        | Score | Tweede             |
| ------- | --------------- | ----- | ------------------ |
| 1999/00 | St. Louis Swarm | 3-0   | Richmond Rhythm    |
| 2000/01 | St. Louis Swarm | 2-1   | Grand Rapids Hoops |

## Prijzen

### IBL Most valuable player
- 1999/00:  Doug Smith (St. Louis Swarm)
- 2000/01:  Danny Johnson (St. Louis Swarm)

### IBL Playoffs MVP
- 1999/00: Geen
- 2000/01:  Maurice Carter (St. Louis Swarm)

### IBL Rookie of the Year
- 1999/00:  Danny Johnson (St. Louis Swarm)
- 2000/01:  Neil Edwards (Gary Steelheads)

### IBL Coach of the Year
- 1999/00:  Bernie Bickerstaff (St. Louis Swarm)
- 2000/01:  Bernie Bickerstaff (St. Louis Swarm)

## All–IBL teams
| Seizoen | First Team           | First Team               | Second Team  | Second Team              |
| Seizoen | Speler               | Club                     | Speler       | Club                     |
| ------- | -------------------- | ------------------------ | ------------ | ------------------------ |
| 1999/00 | Danny Johnson        | St. Louis Swarm          | Isaac Burton | Las Vegas Silver Bandits |
| 1999/00 | Ryan Lorthridge      | Trenton Shooting Stars   | Jason Sasser | New Mexico Slam          |
| 1999/00 | Tremaine Fowlkes     | Cincinnati Stuff         | Alex Sanders | Cincinnati Stuff         |
| 1999/00 | Milton Henderson Jr. | Las Vegas Silver Bandits | Ray Tutt     | Trenton Shooting Stars   |
| 1999/00 | Doug Smith           | St. Louis Swarm          | Rocky Walls  | Las Vegas Silver Bandits |
| 2000/01 | Antonio Smith        | Grand Rapids Hoops       |              |                          |
| 2000/01 | Danny Johnson        | St. Louis Swarm          |              |                          |
| 2000/01 | Ray Tutt             | Trenton Shooting Stars   |              |                          |
| 2000/01 | Roderick Blakney     | Cincinnati Stuff         |              |                          |
| 2000/01 | Jeff Sanders         | Rockford Lightning       |              |                          |